# Cutibacterium avidum
Cutibacterium avidum (conocida anteriormente como Propionibacterium avidum) es una bacteria que forma parte de la microbiota de la piel. El agua y la disponibilidad de nutrientes son los factores determinantes para que esta bacteria solo se encuentre en ciertas áreas. A diferencia de C. acnes y C. granulosum, C. avidum se establece en ambientes húmedos cercanos a las glándulas sudoríparas en regiones como la nariz, las axilas e ingles.

## Patogenicidad
El análisis del genoma de C. avidum ha mostrado que esta especie contiene factores de virulencia, como genes relacionados con la formación de biofilms y la evasión de fagocitosis, que facilitan su supervivencia a diferentes en su ambiente e incluso que pueda ser resistente a algunos tratamientos. Esta bacteria tiene la capacidad de producir enzimas como hialuronidasas y neuroaminidasas que pueden romper glicosaminoglicanos, y lipasas que hidrolizan triacilglicéridos de la piel. También tiene la capacidad de producir bacteriocinas que inhiben el crecimiento de otros microorganismos.
Esta especie es considerada un patógeno oportunista y se ha reportado como causante de diversas infecciones como mastitis, endocarditis, abscesos de la piel, infecciones abdominales, entre otras.

## Sensibilidad a antibióticos
Se ha reportado que esta bacteria es sensible a una variedad de antibióticos como bencilpenicilina, ampicilina, cefalotina, vancomicina, rifampicina, clindamicina, eritromicina y minociclina.